# Seo Mi-ae
Œuvres principales
Bonne nuit, maman
Seo Mi-ae (coréen : 서미애), née en 1965 à Yeongju, est une autrice de polars sud-coréenne. 

## Biographie
Seo Mi-ae est née à Yeongju avant d'emménager à Séoul avec sa famille lorsqu'elle à 8 ans. Face à ses parents peu présents à cause de leur travail, elle est en partie élevée par sa sœur aînée. Durant son adolescence, elle fait le constat d'une société coréenne qui traite différemment les personnes selon leur genre. Ce constat vaut également pour sa famille comme sa propre mère qui relaie ce traitement auprès de ses enfants. Elle quitte la maison familiale à 14 ans. À 19 ans, elle écrit son premier scénario après avoir écrit plusieurs poèmes.
Elle fait ses débuts en 1994 avec Les 30 meilleures façons d'assassiner votre époux (남편을 죽이는 서른 가지 방법), un polar dans lequel une femme avoue un meurtre qu'elle n'a pas commis. Écrit pour un concours de nouvelles, il est un succès dans son pays natal. Très souvent réédité, ce polar est également adapté en pièce de théâtre.
En 2000, elle écrit le scénario du film d'animation Mari Iyagi qui remporte le Grand prix du Festival international du film d'animation d'Annecy.
Elle publie par la suite deux premiers polars d'une trilogie : Chut c'est un secret et Bonne nuit maman. Elle s'inspire de sa propre histoire et d'une histoire vraie s'étant déroulée aux États-Unis pour sa trilogie suivant une jeune criminologue, un tueur en série et une jeune adolescente perturbée. Pour elle, plus que l'intrigue, ce qui compte, ce sont les personnages et la façon dont elle peut faire ressortir le mal en eux. Le premier tome, Bonne nuit maman, est comparé au Silence des agneaux de Thomas Harris. Il va également être adapté en drama par CJ Entertainment.